# Tapalpa
Tapalpa egy kisváros Mexikó Jalisco államának középső részén. 2010-ben lakossága meghaladta az 5700 főt. Turisztikai értékei miatt a mexikói turisztikai ügynökségtől megkapta a Pueblo Mágico kitüntető címet.

## Földrajz

### Fekvése
A település nyugat-Mexikóban, Jalisco állam középpontjától kicsit délre helyezkedik el egy, a Vulkáni-kereszthegység hegyei között fekvő medencében, a tenger szintje felett valamivel több mint 2000 méter magasságban. Belterületén nagy magasságkülönbségek nincsenek, bár a terület északkelet felé emelkedik, körülötte pedig már több száz méteres relatív magasságú hegyek találhatók. A települést övező vidékeket szinte teljes egészében a mezőgazdaság hasznosítja, a hegyeket többnyire erdők, kisebb részben rétek, legelők borítják.

### Éghajlat
A város éghajlata meleg, de nem forró, nyáron és ősz elején igen csapadékos. Minden hónapban mértek már legalább 28 °C-os hőséget, de a rekord csak a 37 °C-ot érte el. Az átlagos hőmérsékletek a januári 13,0 és a májusi 18,9 fok között váltakoznak, novembertől márciusig gyenge fagyok előfordulhatnak. Az évi átlagosan 904 mm csapadék időbeli eloszlása nagyon egyenetlen: a júniustól októberig tartó 5 hónapos időszak alatt hull az éves mennyiség mintegy 80%-a.
| Hónap                                   | Jan. | Feb. | Már. | Ápr. | Máj. | Jún. | Júl. | Aug. | Szep. | Okt. | Nov. | Dec. | Év   |
| --------------------------------------- | ---- | ---- | ---- | ---- | ---- | ---- | ---- | ---- | ----- | ---- | ---- | ---- | ---- |
| Rekord max. hőmérséklet (°C)            | 29,0 | 31,0 | 32,0 | 35,0 | 37,0 | 34,0 | 30,0 | 31,0 | 32,0  | 33,0 | 29,0 | 28,0 | 37,0 |
| Átlagos max. hőmérséklet (°C)           | 21,3 | 22,8 | 25,1 | 27,4 | 27,9 | 24,7 | 22,9 | 23,1 | 23,0  | 23,0 | 22,9 | 21,5 | 23,8 |
| Átlaghőmérséklet (°C)                   | 13,0 | 13,8 | 15,5 | 17,6 | 18,9 | 18,5 | 17,5 | 17,5 | 17,5  | 16,5 | 15,0 | 13,6 | 16,3 |
| Átlagos min. hőmérséklet (°C)           | 4,7  | 4,7  | 5,9  | 7,9  | 9,9  | 12,3 | 12,1 | 11,8 | 12,0  | 9,9  | 7,2  | 5,7  | 8,7  |
| Rekord min. hőmérséklet (°C)            | −5,0 | −6,0 | −3,0 | 0,0  | 0,0  | 5,0  | 1,0  | 1,0  | 2,0   | 1,0  | −2,0 | −4,0 | −6,0 |
| Átl. csapadékmennyiség (mm)             | 34   | 14   | 10   | 14   | 55   | 177  | 167  | 136  | 141   | 100  | 36   | 21   | 904  |
| Forrás: Servicio Meteorológico Nacional |      |      |      |      |      |      |      |      |       |      |      |      |      |

## Népesség
A település népessége a közelmúltban hol csökkent, hol nőtt:
| Év   | Lakosság |
| ---- | -------- |
| 1990 | 4471     |
| 1995 | 5590     |
| 2000 | 5566     |
| 2005 | 5301     |
| 2010 | 5782     |

## Története
Eredeti neve, a Tlapálpan a navatl nyelvből származik, és „színes föld”-et jelent.
A spanyol gyarmatosítás előtt Tapalpa a Cuantoma által kormányzott tzaollani (sayulai) uradalomhoz tartozott, lakói otomi indiánok voltak. Fő istenük a karvaly formájában elképzelt vízisten, Atlquiahuitl volt. 1510-ben részt vettek a II. Tangoaxán által vezetett purepecsák ellen vívott salétromháborúban, amikor azok megpróbálták elfoglalni a zacoalcói uradalomhoz tartozó salétromos partokat. Acatláni vereségük után Cuantoma már megadásra készült, ám ekkor megjelent a colimai uralkodó egy erős sereggel, és kivívta a győzelmet, sőt, Cuantomát is igájába hajtotta, így Tapalpa a Colimai Királyság részévé vált.
A spanyolok 1523 táján érkeztek meg a területre idősebb Alonso de Ávalos Saavedra vezetésével. A mai Tapalpától 3 km-re egy Atlacco nevű indián falut találtak, amelynek lakói harc nélkül megadták magukat. 1531–1532 táján kezdődött el a keresztény hittérítés, amelynek vezetői ferences atyák voltak, név szerint Martín de Jesús, Juan de Padilla, Miguel de Bolonia és Andrés de Córdoba. A tapalpai Páduai Szent Antal-templomot és a kolostort 1650-ben alapították. 1825-ben már önkormányzattal rendelkező falunak írták le, ettől az évtől kezdve közigazgatásilag Ataceóval és Apangóval együtt a 4. sayulai kantonhoz tartozott. Egy 1869. május 25-i rendelet már mint község említette Tapalpát, 1878. május 11-én pedig az 529. számú rendelet Villa rangra emelte a települést.

## Turizmus, látnivalók, kultúra

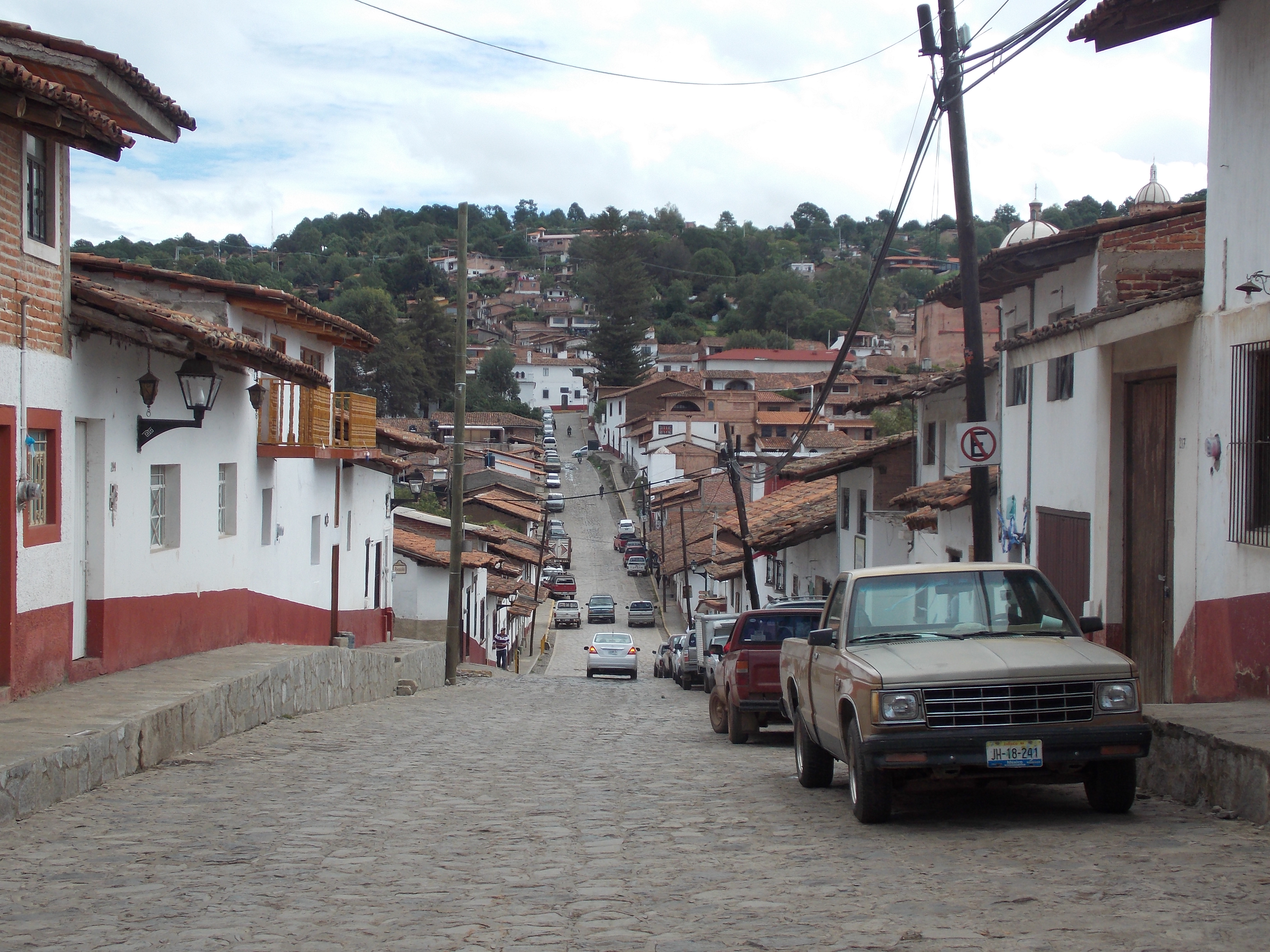
Utcakép

A környék szépsége (például a Valle de Enigmas nevű völgy) mellett több régi építészeti emlék is található a településen, például a 17. századi Szent Antal-templom és egy 19. századi papírgyár, amely a maga nemében az első volt egész Latin-Amerikában. A település régi házai fehér falúak, vörös nyeregtetősek. Külön figyelmet érdemelnek a régi vízkutak (pilák), amelyeknek régi neveik mind a mai napig megmaradtak: létezik például kígyók kútja, bagoly kútja és kutya kútja is.
A legjelentősebb rendezvények a márciusban vagy áprilisban tartott karnevál, valamint a december 4. és 12. között tartott Guadalupei Szűzanya-ünnep. A helyi kézművesek fő termékei a szőtt gyapjúruhák, takarók, sarapék, zsákok, huarache szandálok, fafaragások, bútorok és agyagtárgyak. A legnépszerűbb italok a rompope, a gyümölcsös puncs és a pulque.